# Rolf Neidhart
Rolf Neidhart (* 22. Dezember 1944 in Bell, Deutschland) ist ein ehemaliger österreichischer Politiker (SPÖ) und Ministerialbeamter. Neidhart war von 1987 bis 1990 Abgeordneter zum Nationalrat.
Neidhart besuchte nach der Volksschule ein Bundesrealgymnasium in Wien und legte 1962 die Matura ab. Er studierte danach Rechte und der Staatswissenschaften an der Universität Wien und promovierte 1968 zum Doktor. Nach seiner Gerichtspraxis in Gänserndorf, Melk und Wien trat er 1970 in den Dienst des Bundesministeriums für Verkehr und verstaatlichte Unternehmungen und arbeitete ab 1984 für die Oberste Zivilluftfahrtbehörde, wobei er einer der Leiter der Flugunfallskommission und Leiter der Rechts- und Organisationsabteilung im Präsidium des Bundesministeriums für Verkehr war. Zudem war er Sicherheitsbeauftragter und Vorsitzender der Kommission für das betriebliche Vorschlagswesen. Neidhart wurde 1983 zum Oberrat ernannt. 
Seine politische Karriere startete Neidhart zwischen 1972 und 1975 als Bezirksvorsitzender der Jungen Generation im Bezirk Gänserndorf. Danach war er ab 1975 Gemeinderat in Strasshof an der Nordbahn, bevor er 1987 zum Bürgermeister gewählt wurde. Daneben war Neidhart ab 1974 SPÖ-Ortsparteivorsitzender und ab 1979 Mitglied des SPÖ-Bezirksparteivorstandes. Er vertrat die SPÖ vom 1. Dezember 1987 bis zum 4. November 1990 im Nationalrat. 